# Бингхэм, Джерри
Джеральд «Джерри» Джозеф Бингхэм-младший (англ. Gerald «Jerry» Joseph Bingham Jr.; род. 25 июня 1953, Чикаго США) — американский автор комиксов, работающий над дизайном и иллюстрациями комиксов. Известен работой с выпуском «Marvel Team-Up» и графическом романом «Batman: Son of the Demon».

## Биография
Бингхэм и Дэн Адкинс взяли себе первый перерыв от комиксов, его первая опубликованная работа была резервной копией «Зелёной Стрелы» и «Лучших комиксов мира» #251 (июнь-июль 1978). С TSR, Inc. И Malibu Comics он рисовал комиксы для Marvel, первые выпуски выходили через Dark Horse Comics и First Comics. В 1987 году он нарисовал графический роман «Batman: Son of the Demon», в котором появился новый персонаж Дэмиен Уэйн. Роман вернул DC Comics первое место по продажам на пятнадцать лет.
В конце 1990-х годов Бингхэм оставил комиксы, и перебрался на Западное побережье, где занимался созданием сюжетов для художественных фильмов, реквизитов и спецэффектов. Он вносил проектные работы для компаний Walt Disney Parks and Resorts, Universal Studios и Hollywood Christmas Parade. Помимо всего Бингхэм иллюстрирует журналы и рисует обложки для игр.

## Образование
Бингхэм учился в Американской академии искусств, Школе художников им. Скоттсдейла, Калифорнийском институте раскусив и Калифорнийском университете в Лос-Анджелесе.

## Награды
- Kirby Award (1984)[11]
- Golden Apple Award (1987)[3]
- Emmy Award (1998—1999).

### DC Comics
- Alien Nation #1 (1988)
- Army at War #1 (1978)
- Batman Confidential #50-54 (2011)
- Batman: In Darkest Knight #1 (1994)
- Batman: Son of the Demon (1987)
- DC Retroactive #1 (2011)
- Ghosts #72 (1979)G.I. Combat
- G.I. Combat #211 (1978)
- Hawkman vol. 3 #27 (1995)
- House of Mystery #270, 274 (1979)
- Mystery in Space #112 (1980)
- Outsiders #13 (1986)
- Secret Origins vol. 2 #3 (1986)
- Secrets of Haunted House #33 (1981)
- Time Warp #5 (1980)
- The Warlord #103 (1986)
- Weird War Tales #70 (1978)Who’s Who in the DC Universe
- Who's Who inthe DC Universe #16 (1992)
- Who's Who: The Definitive Directory of the DC Universe #5, 7, 19-20, 23 (1985—1987)
- World's Finest Comics #251 (1978)

### Frist Comics
- Beowulf (1984)
- Warp! #10-15, 17-18 (1984)

### HM Communications, Inc.
- Heavy Metal #v7#3, #v7#7 (1983)

### Marvel Comics
- The Amazing Spider-Man #366-367 (1992)
- Black Panter #13-15 (1979)
- Captain America #246 (1980)
- Iron Man #131-135, Annual #5 (1980—1982)
- Marvel Premiere #51-53 (1979—1980)
- Marvel Super-Heroes vol. 2 #3 (1990)
- Marvel Team-Up #99, 101, 103—104 (1980—1981)
- Marvel Two-in-One #61-63, 66, 76 (1980—1981)Midnight Sons
- Midnight Sons Unlimited #1 (1993)
- Onyx Overlord #1-4 (1992—1993)
- The Spectacular Spider-Man Annual #13-14 (1993—1994)
- Spider-Man Unlimited #1 (1993)
- Spider-Woman #27 (1980)
- Web of Spider-Man #10 (1994)
- What If…? #27 (1981)
- X-Factor #113 (1985)